# Vecliepāja
Vecliepāja (en français : Ancien Liepāja) est le plus grand et le plus ancien quartier de Liepāja en Lettonie. 

## Présentation
Vecliepāja fait partie « Centre historique de la ville de Liepāja ».
Vecliepāja est traversé par de nombreuses rues dont la Perspective de Kūrmāja, la rue Graudu, la rue Krišjāņa Valdemāra, la rue Kungu et la rue Lielā.

## Histoire

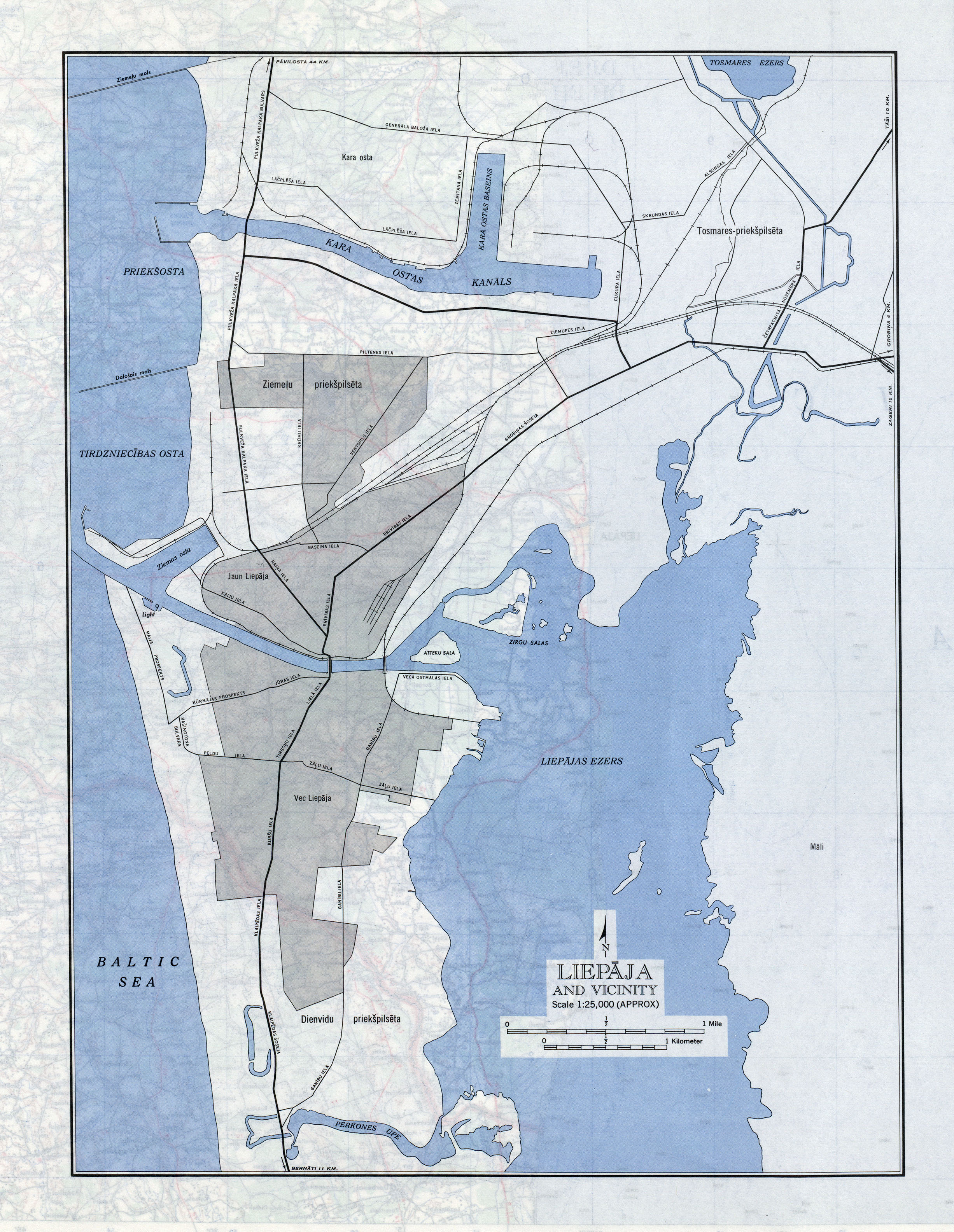
Carte administrative de Liepāja en 1954.

Après la construction de la ligne ferroviaire Liepāja-Romni en 1871, une partie de la ville s'est formée au nord du canal du commerce, sous le nom de Jaunliepāja (Nouveau Liepāja) en face du Vecliepāja (Ancien Liepāja).
Après 1934, la banlieue sud a été formée au sud de Vecliepāja. Après la Seconde Guerre mondiale, en 1946, la ville de Liepāja a été divisée en trois quartiers administratifs, les quartiers de Vecliepāja, Jaunliepāja et Ziemelu. 
Dans les années 1960, des immeubles résidentiels à plusieurs étages ont été construits dans le quartier en ruine de Vecliepāja. Dans la partie nord du parc de Jurmala, de la perspective de Kūrmāja jusqu'à la jetée, on a commencé à  construire le parc Jaunlaulāto. 
Les plus grandes plantations de Lettonie ont été réalisées sur une étendue de trois kilomètres de la côte de la mer Baltique, près de Liepāja. En face du cinéma « Dzintars », une scène de concert fermée « Pūt, vējiņi » a été construite pour accueillir 1 200 spectateurs.
En 2005, 26 % de la population totale de Liepāja vivait à Vecliepāja.
En 2012, lors de l'élaboration du nouvel aménagement du territoire de la ville, la majeure partie du vieux Liepāja a été incluse dans les limites du Centre historique de Liepāja. 
Depuis les modifications de 2018, dans la partie sud de Vecliepāja, le centre historique comprend tout le  Parc de Jurmala (lv), ainsi que des bâtiments bordant les rues Graudu, Rožu, Bāriņu, Skolas et d'autres rues.